# دير العذراء - السريان
دير السيدة العذراء مريم - السريان، هو أصغر الأديرة العامرة الأربعة بوادي النطرون الواقع غرب دلتا النيل شمال مصر.

## أعلام
- يوأنس الرابع عشر
- غبريال الثامن